# Station Kværndrup
Station Kværndrup is een station in de Deense plaats Kværndrup in de gemeente Faaborg-Midtfyn. Het station ligt aan de lijn Odense - Svendborg. Tot 1946 liep vanaf het station een zijtak van ongeveer 2 kilometer naar Slot Egeskov.